# Scourtin

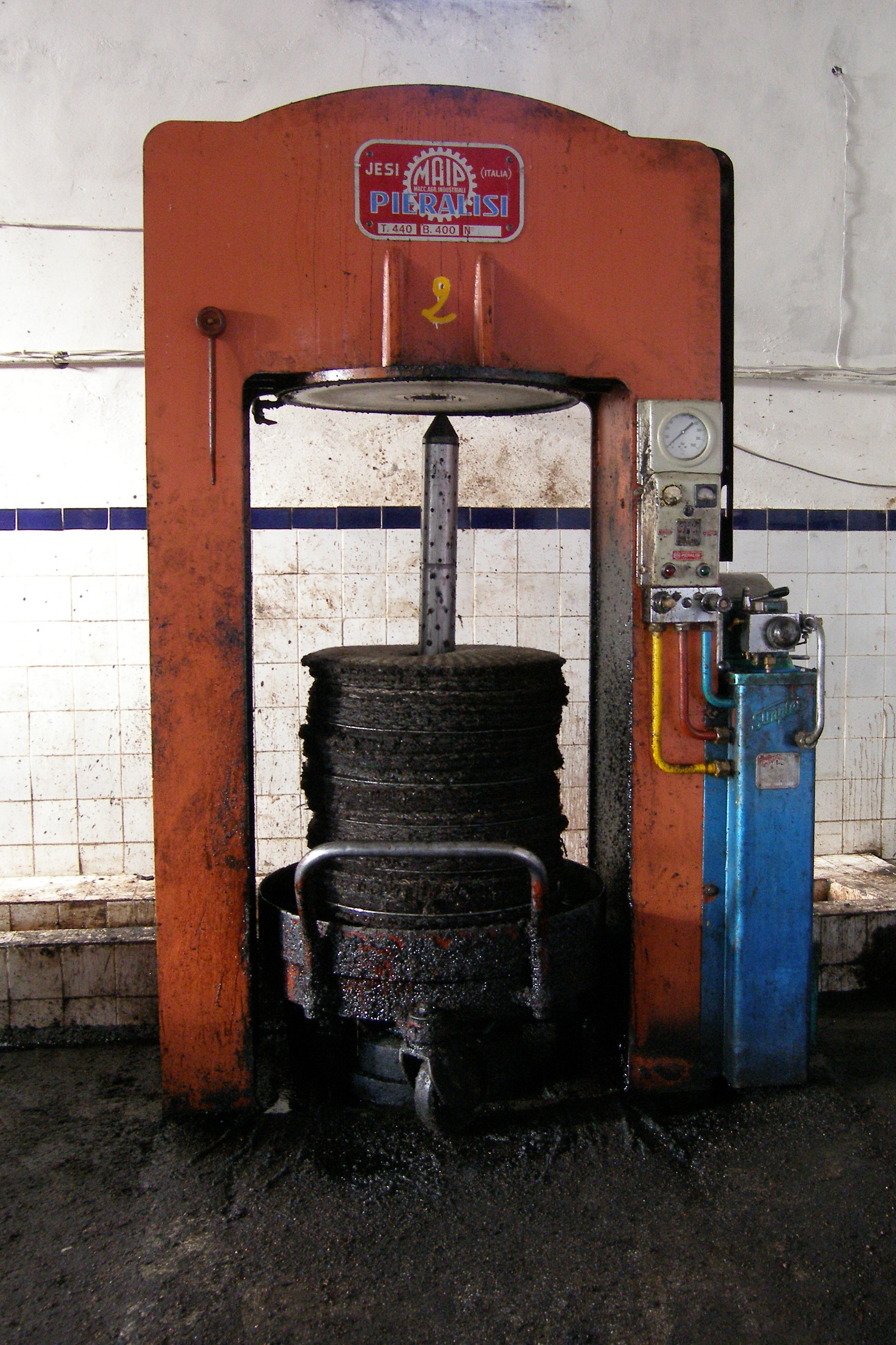
Presse hydraulique au Maroc et sa pile de scourtins.

Le scourtin est une poche et un filtre qui permet, depuis l'Antiquité, d'extraire l'huile d'olive. Originellement réalisé en fibres végétales, il est actuellement réalisé en fibres synthétiques pour les professionnels qui s'en servent. Une dernière scourtinerie existe en France, à Nyons, dans la Drôme provençale. Fondée en 1882, elle perpétue toujours le tissage traditionnel tout en proposant aux particuliers des scourtins qui servent de tapis, dessous de plat et paillassons originaux.

## Étymologie

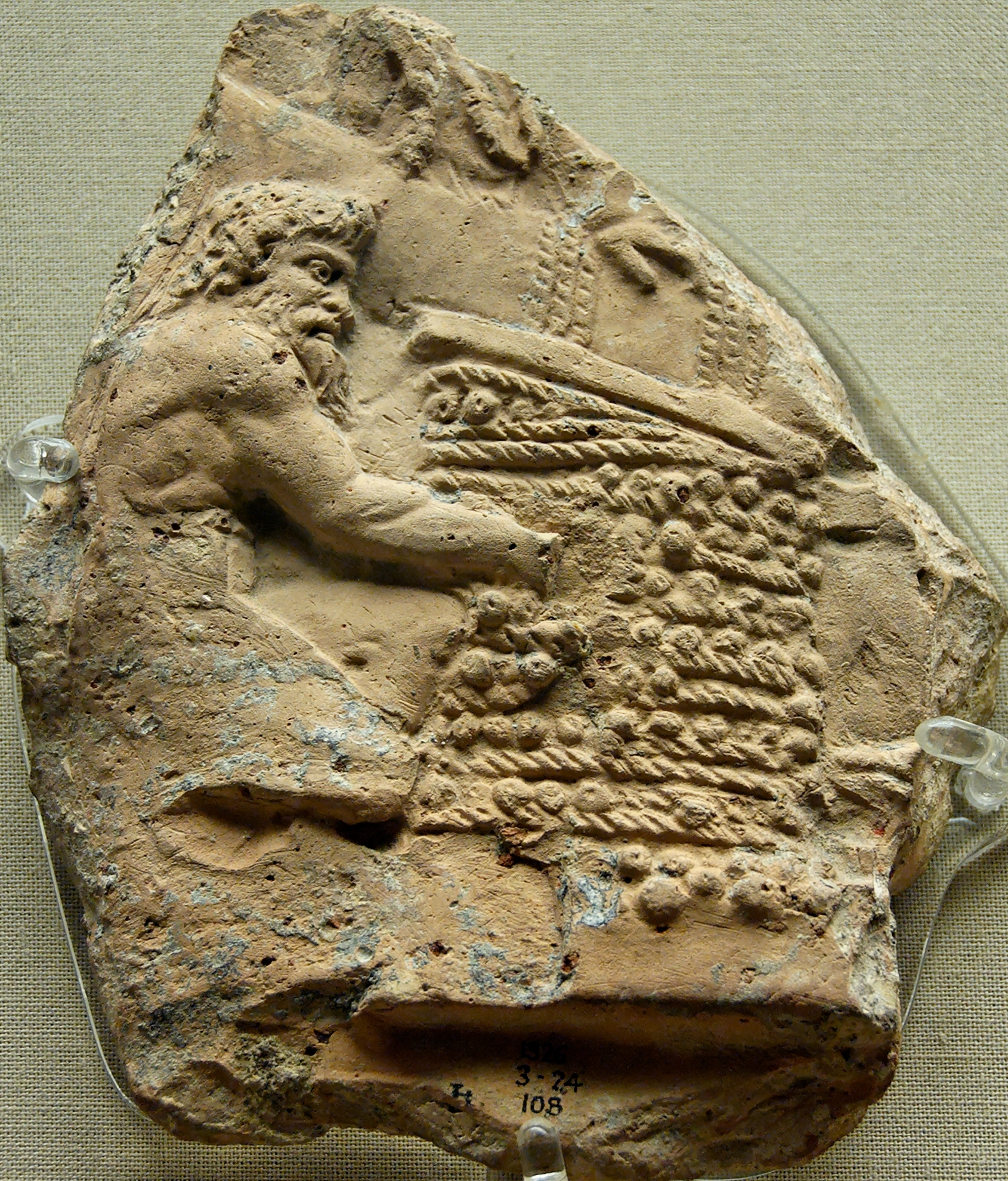
Satyre travaillant à un pressoir composé de plusieurs scourtins. Relief en terre cuite, Ier siècle, British Museum.

Le scourtin tire son nom d'un mot provençal scouffin, forme altérée de couffin,. Il est à souligner qu'en 1783, l'auteur d'un mémoire rédigé en réponse à une question posée par l'Académie des Belles-Lettres, Sciences et Arts de Marseille, utilise indifféremment les noms de cabas, escourtin ou scourtin.

## Origine
Les fouilles archéologiques ont démontré que les Grecs et les Romains utilisaient les mêmes principes pour obtenir leur huile. Après avoir testé différentes façons d'extraire l'huile : torsion d’un linge dans lequel avait été placée la pâte d’olive ; rouleaux de pierre maniés à la main pour essorer la pâte, les oléiculteurs de l'Antiquité, un demi-millénaire avant notre ère, en arrivèrent au pressoir à levier.
Dans un premier temps, la pâte d'olive était mise dans des sacs ou des linges, afin d'être compressée à l'aide d'un tronc d'arbre. Ce fut un siècle avant notre ère qu'apparut le pressoir à vis plus performant. La pression se faisant sur la pâte d'olive, il fallait la maintenir dans des sacs spéciaux en fibres végétales. C'est la naissance du scourtin.

## Forme

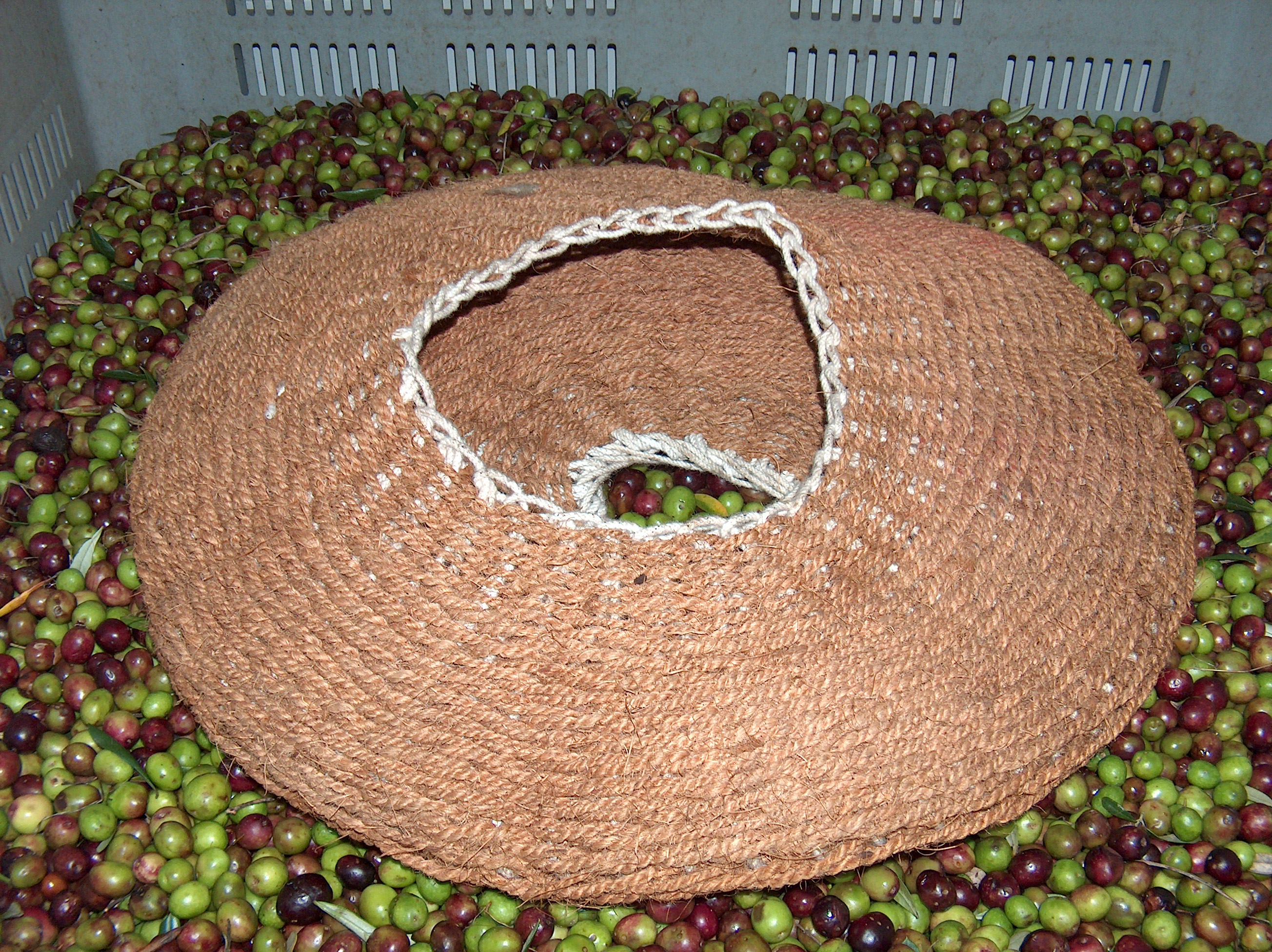
Scourtin classique dit à double face.

Le scourtin revêt la forme d'un béret ou d'un cabas rond, on peut dire aussi qu'il se présente comme une grande galette ou une sorte de corbeille plate. Il possède le plus souvent une ouverture centrale qui permet de mettre la pâte provenant de l'écrasement des olives après leur passage sous les meules de triturage,.
Il existe trois types de scourtins. Le premier est à double face, avec une ouverture centrale, il est utilisé pour les presses à vis centrale. Le second, percé sur une seule face, est réalisé en jonc et ne sert que dans les presses à levier ou à double vis latérale. Enfin, le troisième est le scourtin en galette. Sans poche, il est confectionné en fibre de noix de coco et en plastique (nylon). Son usage est adapté à la presse hydraulique (système semi-continu).

## Définition

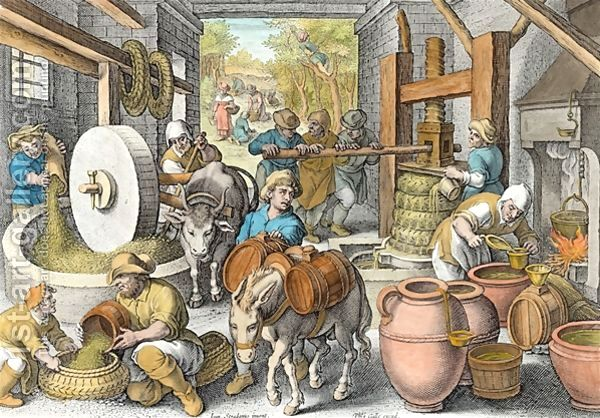
Gravure d'une scène d'un moulin à huile où apparaissent des scourtins, dessin de Jan van der Straet entre 1587 et 1589.

Des gravures du XVIe et du XVIIe siècle montrent l'extraction de l'huile d'olive dans des pressoirs équipés de scourtins. Mais la première définition encyclopédique date du siècle des Lumières et fut donnée par Henri Louis Duhamel du Monceau en 1755 : « Les scourtins sont des espèces de sacs ou bourse faites de joncs qu'on nomme Ause. Ces scourtins sont ronds ; ils ont deux pieds de diamètre, et sont formés de deux plateaux cousus l'un à l'autre par les bords, en sorte que les deux ensemble font comme deux panneaux de soufflets d'Orfèvre. Le plateau supérieur est ouvert d'un trou rond qui a neuf pouces de diamètre : ces scourtins sont tissés avec un fil de jonc de la grosseur d'un fil de carret, ou de six à sept lignes de circonférence. »
Une autre description est donnée dans un mémoire de l'Académie des Belles-Lettres, Sciences et Arts de Marseille, en 1783 : « Les cabas ou escourtins sont des paniers d'une forme particulière, faits avec espèce de roseau dit masse d'eau (Typha) ou jonc des étangs. On tresse ces joncs aplatis en bande d'environ trois doigts de large, on coud circulairement ces bandes et on en forme des disques qui peuvent avoir deux pieds et demi de diamètre. Deux de ces disques sont ensuite cousus par leur bord et on laisse à l'un d'eux, qui doit être le supérieur, une ouverture circulaire d'environ un pied de diamètre. C'est par-là qu'on charge les cabas de la pâte d'olive ; c'est par-là qu'on l'en retire en gâteau sec et à pièces brisées. »

## Fabrication

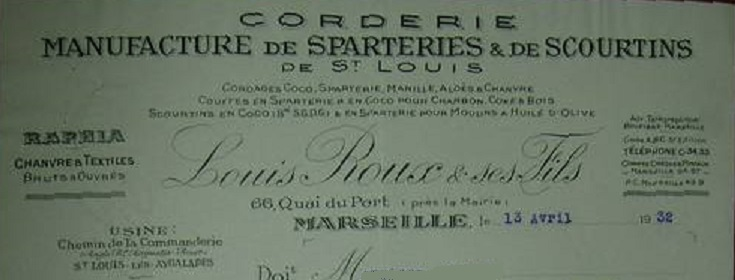
Papier à en-tête d'une manufacture de scourtins à Marseille en 1932.

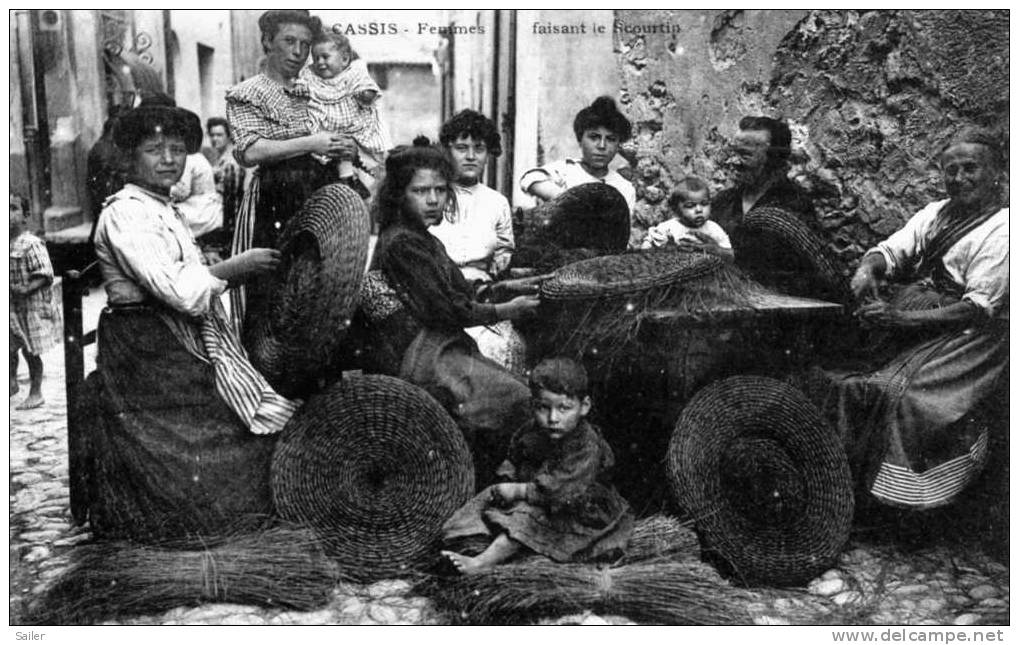
Fabrication manuelle des scourtins au début du XXe siècle.

Les scourtins sont fabriqués à partir de différents matériaux, primitivement du jonc à l'alfa en passant par le palmier nain, actuellement en fibres de noix de coco et en plastique. Les plus larges « contiennent chacun 50 kilos de grignons. Dix scourtins (500 kilos d'olives) donnent environ 120 litres d'huile et 40 litres de margine. Les scourtins en fibre végétale supportent une masse de 40 tonnes, inférieure à celle des scourtins en plastique qui supportent une masse comprise entre 60 et 80 tonnes. »

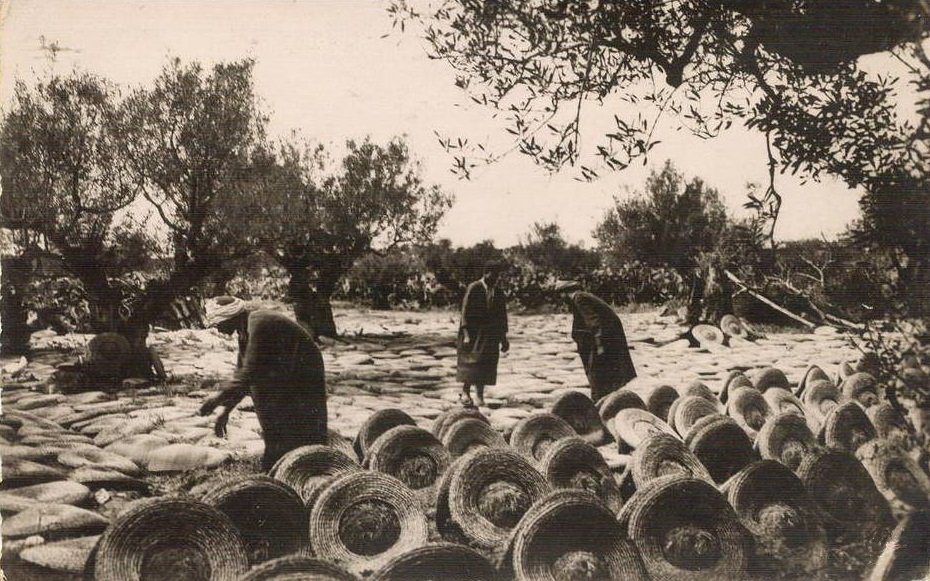
Séchage des scourtins dans une oliveraie au Maroc

Le diamètre d'un scourtin varie de 40 à 90 centimètres et sa durée de vie n'excède pas généralement une campagne annuelle. Après chaque pression, le résidu sec d'extraction de l'huile (grignon d'olive) est ôté du scourtin par un simple battage avant que celui-ci ne soit soigneusement lavé puis séché. Certaines huileries les recyclent pour s'en servir de cale à la presse lors de la campagne suivante.
Le rédacteur du mémoire de 1783, ayant été témoin d'huiles d'olive mises en vente avec des odeurs « les plus fortes, les plus pénétrantes et les plus désagréables », proposait de fabriquer deux types de scourtins en fonction de l'huile que l'on désirait obtenir : le scourtin fin et le scourtin grossier. Il expliquait que le premier serait uniquement réservé à l'huile fine ; quant au second, fait de sacs de grosse toile ou de laine ou de crin, il ne servirait que pour obtenir des huiles réservées à la savonnerie ou aux autres industries.
Dans la réalité, les scourtins les plus pratiques sont ceux en jonc car ils ne retiennent pas l'huile. Ils sont utilisés principalement dans les presses en bois, tant à levier et contrepoids qu'à double vis métalliques latérales. Les scourtins en fibre de noix de coco et en nylon sont utilisés essentiellement dans les presses hydrauliques, où la pâte d'olive est distribuée mécaniquement sur leur surface.

## Usage

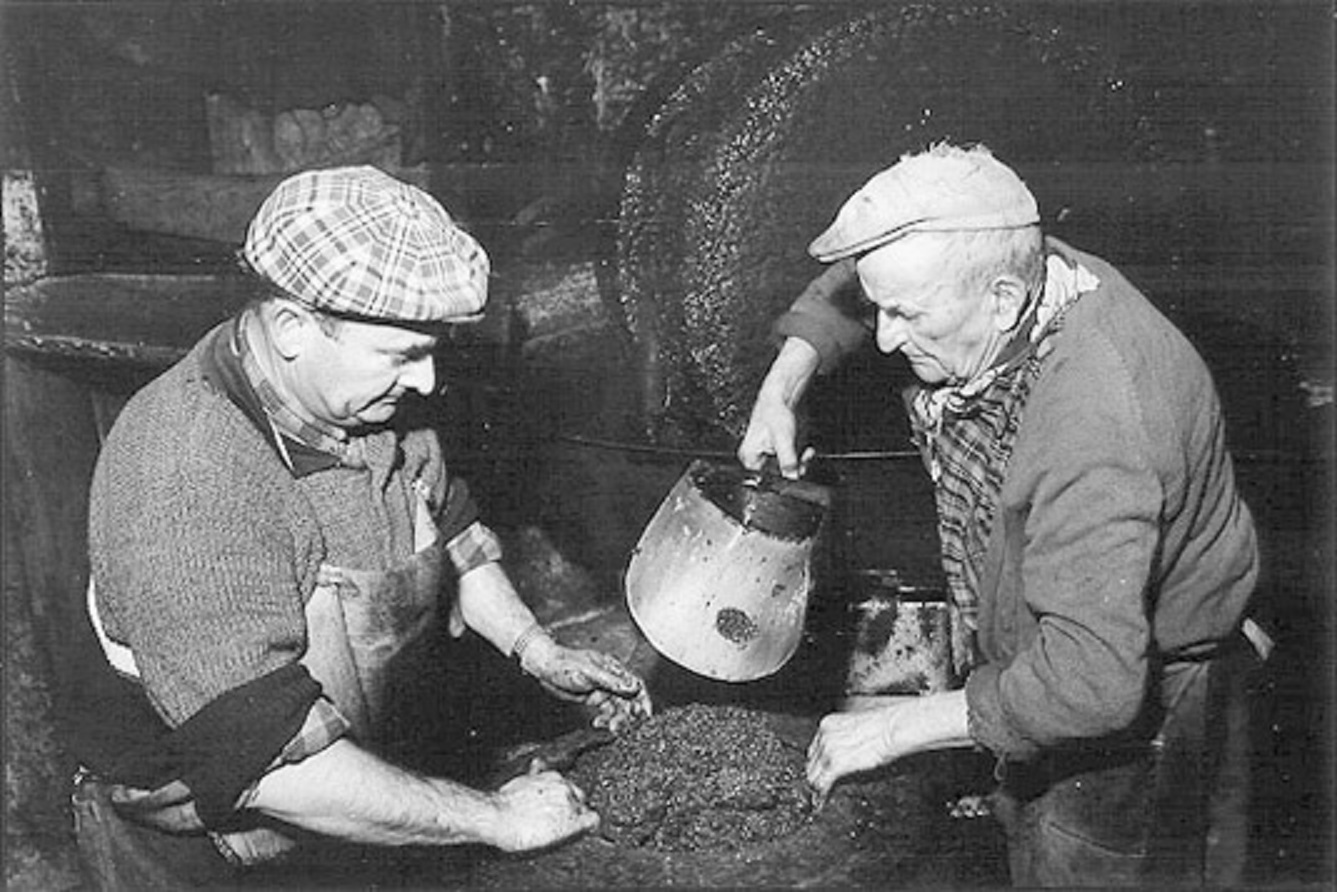
Remplissage des scourtins avec la pâte des olives écrasées.

Jusqu'à la fin du XIXe siècle, les scourtins les plus en usage étaient ceux réalisés en tiges de jonc ou en fibres d'alfa. La pâte des olives broyées et triturées dans la meule était recueillie et disposée à l'intérieur de leur poche. Les scourtins emplis étaient ensuite empilés sous la presse pour extraire l'huile de la pâte.
La technique n'a pas changé depuis le XVIIIe siècle. Le mémoire de l'Académie de Marseille de 1783 expliquait : « On entasse les cabas, ainsi chargés de pâte, les uns sur les autres, sous le pressoir, en formant une ou deux colonnes plus ou moins hautes selon la quantité des cabas, toujours trop grande, que l'on empile. On en met jusqu'à 20, 25 et 30. On a le soin de les placer bien perpendiculairement pour que la colonne ne verse pas. Le premier des cabas repose sur la pierre sur laquelle est élevé le bâtis du pressoir ; le dernier étant placé, on pose dessus un plateau de bois dur et uni sur lequel agit immédiatement le pressoir. Selon qu'il y a plus ou moins de cabas entassés ceux qui sont plus près du plateau sont mieux pressés que ceux qui en sont plus éloignés. »

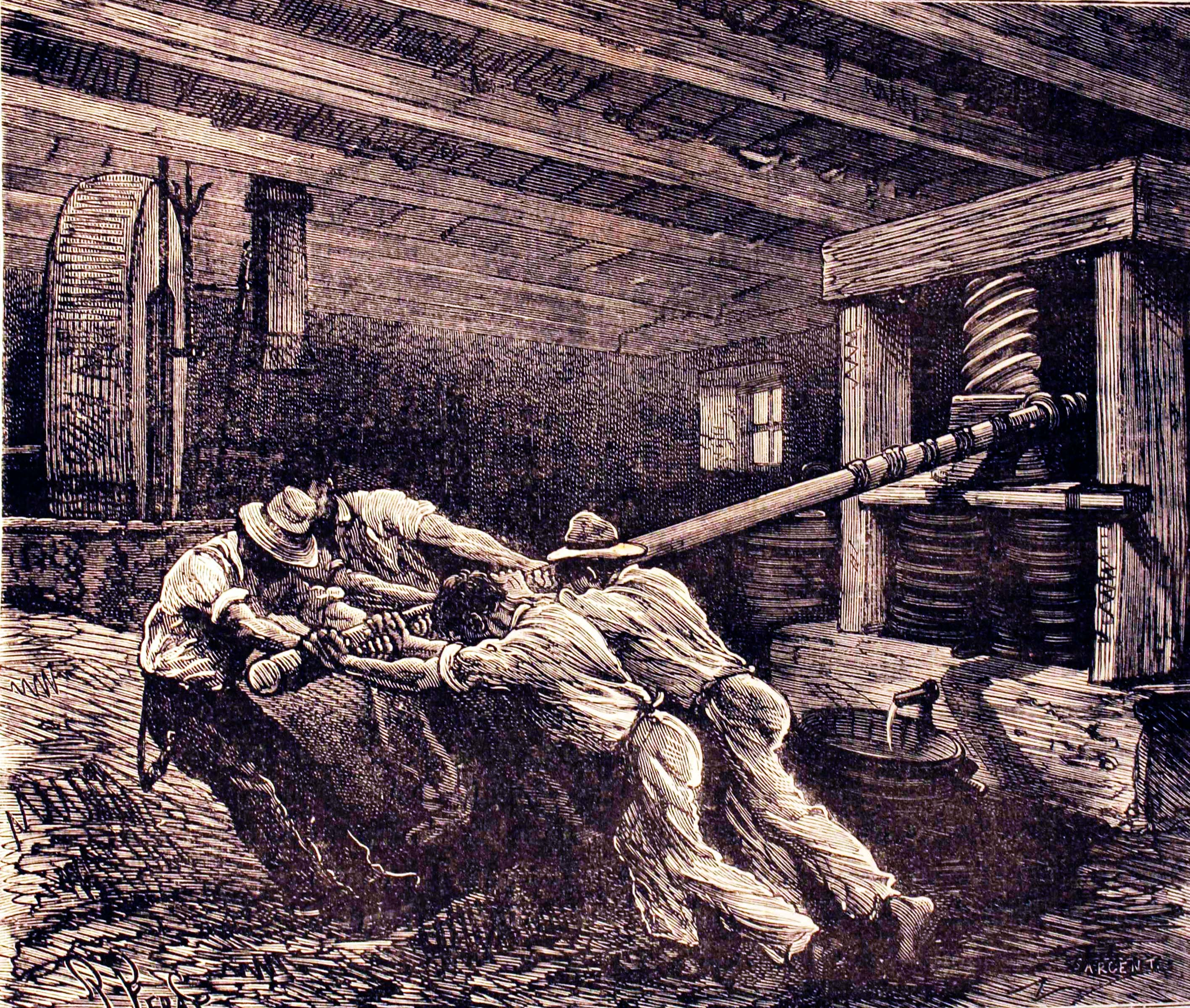
Pressoir à vis compressant deux piles de scourtins, gravure du XIXe siècle.

Quand la presse entrait en action, sous la pression, les éléments liquides (huile et margine) filtraient à travers le scourtin. La pâte compressée formait un résidu solide qui restait emprisonné à l'intérieur de la poche. Le liquide, stocké dans une cuve, décantait rapidement puisque l'huile, plus légère que l'eau, remonte à la surface. C'est à ce stade qu'était obtenue l'huile première pression à froid.
Dans ce processus, les fibres retenaient maints résidus de pâte qui avaient tendance à s'altérer sous l'effet de l'oxydation. Après une succession de pressurages, l'huile pouvait avoir des saveurs désagréables connues sous le nom de goût du scourtin.
C'est une remarque qu'avait faite en son temps l'académicien de Marseille, qui en faisait retomber la faute sur les moulins publics : « Les olives soit de mauvaise qualité, soit celles qu'on a laissé fermenter et presque pourrir, empreignent les cabas de leur mauvaise odeur qui se communique à la pâte suivante et gâte ainsi l'huile de plusieurs particuliers. C'est un des plus grands inconvéniens des moulins publics ». Il préconisait d'ailleurs la plus grande hygiène pour les scourtins : « La proprété n'est nulle part plus nécessaire que dans la cabasserie, elle est cependant mal assortie dans la plûpart des moulins où l'on se sert pendant plusieurs années du même nombre de cabas pour toutes les huiles, jusqu'à ce qu'ils soient crevés ou pourris. En eût-on de réserve ; on doit les faire tremper les uns et les autres dans l'eau chaude chargée de potasse ou d'une lessive alkaline pour leur faire dégorger les crasses dont ils sont imprégnés et les essuyer sous la presse. ».

## Modernisation
Ce type de scourtin, réalisé manuellement selon la technique de la vannerie, perdura jusqu'à la révolution industrielle. Celle-ci, dès 1890, imposa l'introduction de presses hydrauliques. Développant une pression plus forte, elles permettaient d'extraire plus d'huile première pression à froid. Mais, gros inconvénient, elles provoquaient l'éclatement des scourtins.
Un tisserand de Nyons, Ferdinand Fert, et son épouse Marie, eurent tout d'abord l'idée de mettre au point une machine à tisser en rond. Ils recherchèrent ensuite le meilleur matériau pour confectionner des scourtins résistants à de fortes pressions. Ce fut la fibre de noix de coco qui donna les meilleurs résultats. Leurs deux inventions furent brevetées en 1892. Il est à noter que le 4 juin de cette même année, un dénommé Ribard, représenté à Paris par son mandataire Chevillard, déposait pour quinze ans un brevet pour un scourtin métallique.

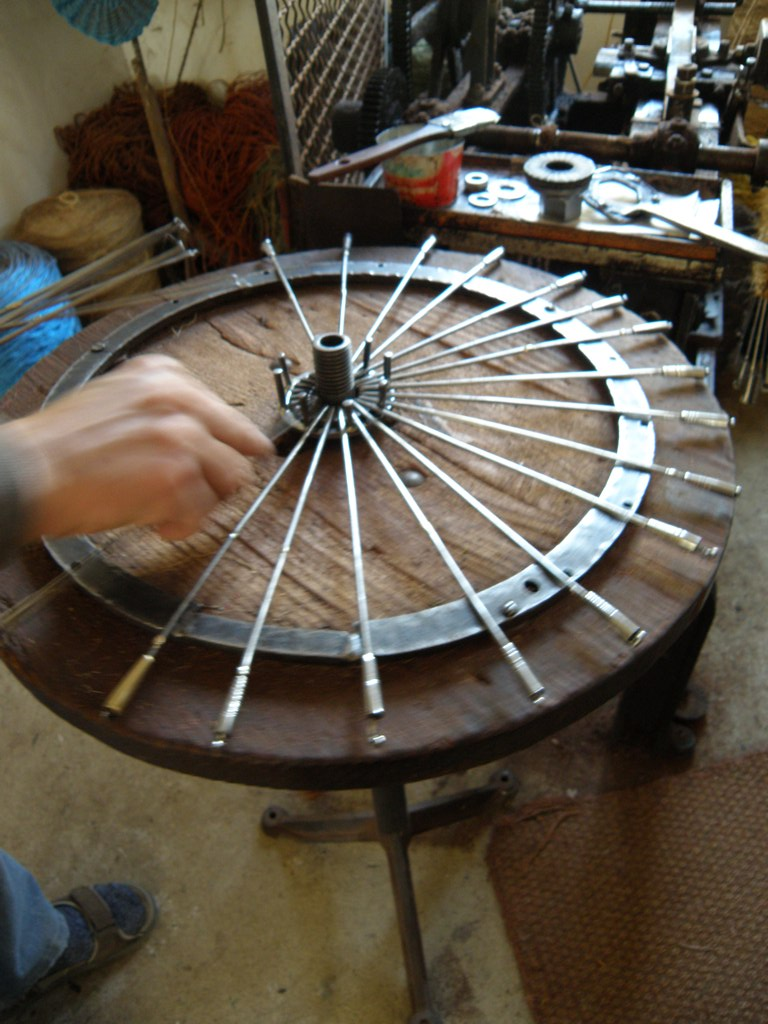
Métier métallique.
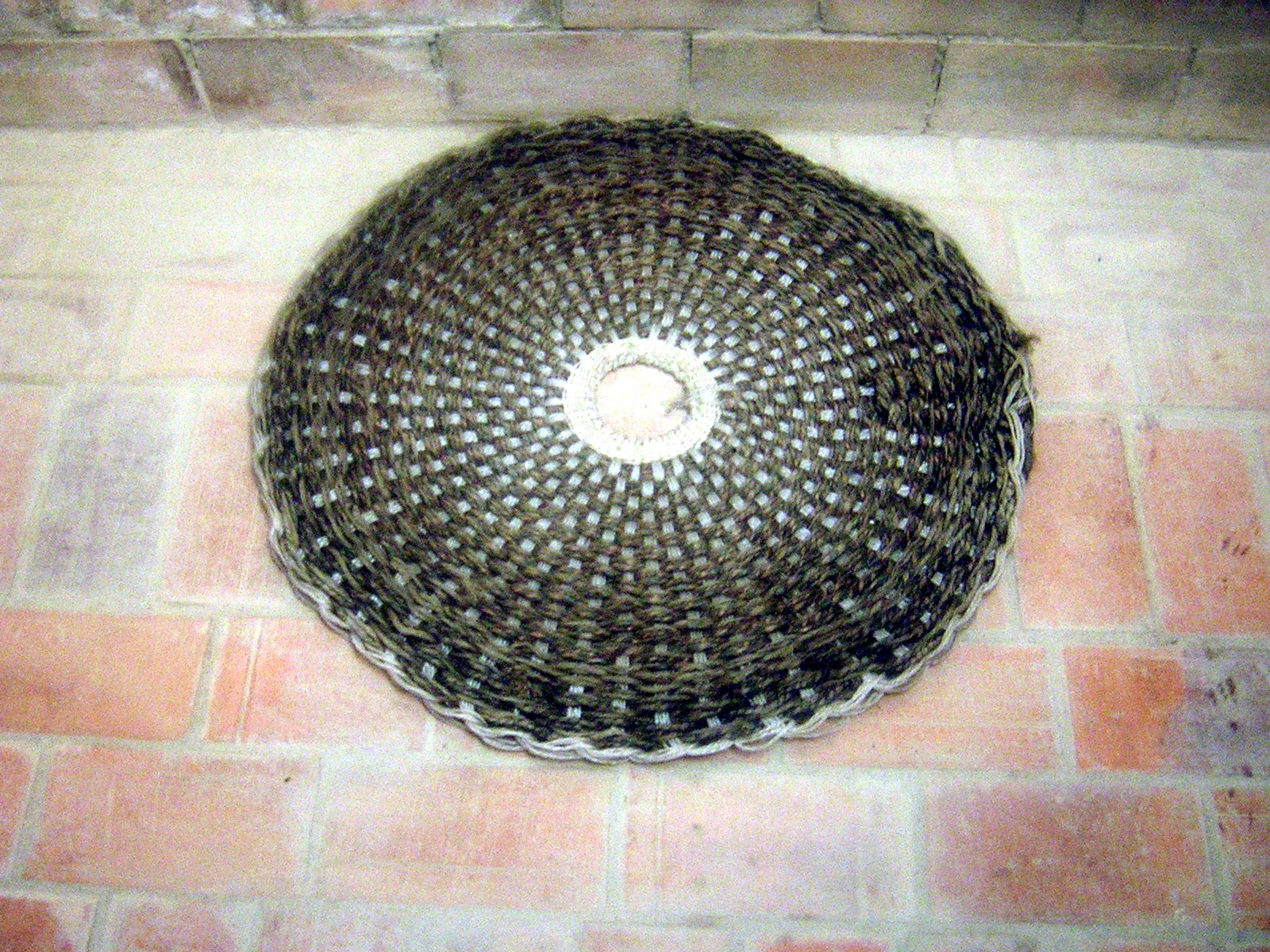
Scourtin en galette pour presse hydraulique.
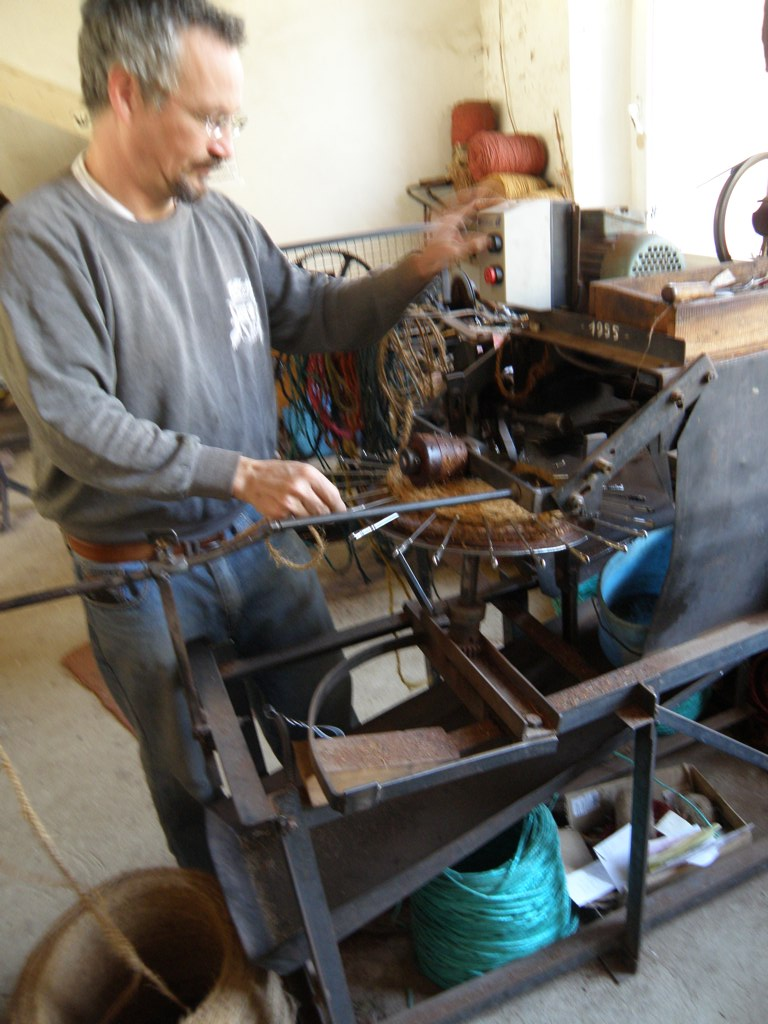
Début de la fabrication.

Le succès de ces nouveautés sur le marché permirent à la famille Fert d'embaucher jusqu'à trente personnes dans leur atelier. Mais le gel de 1956, qui détruisit massivement les oliveraies du Midi de la France, mit un terme brutal à l'essor de l'entreprise puisque les commandes s'arrêtèrent net.
La replantation des oliviers puis la reprise de la production permirent une modernisation dans la technique de production d'huile d'olive. L'innovation majeure fut un scourtin composé en matière plastique. La demande de ce nouveau matériau, qui mêlait des fibres de coco et du fil de nylon, fut importante dans les moulins à huile du Var ou de Corse.

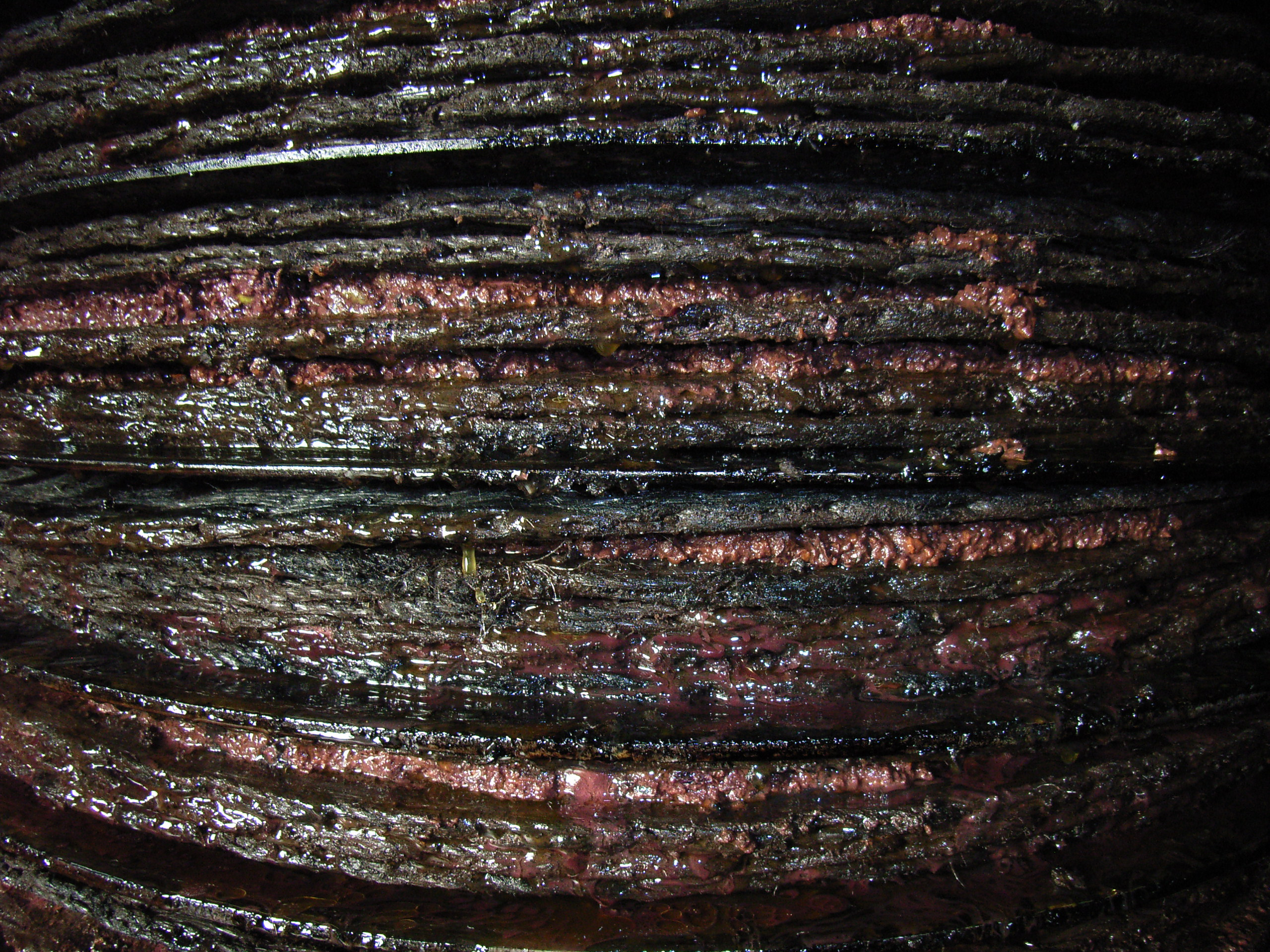
Scourtins en fibres de coco et de nylon alternant avec des disques d'acier.

D'autant que la technique de fabrication était très au point. Un ouvrier monte la chaîne sur un métier métallique rond à pointes. Pour cela, il utilise un fil double de nylon qu'il fait passer alternativement de la dent du bord à la dent du centre. Pendant ce temps, un autre dresse la trame à l'aide de fibre de noix de coco et de fil de nylon.
Ce nouveau type de scourtin influença profondément la technique de pressurage. Jean-Paul Labourdette, dans le Guide de l'amateur de l'huile d'olive, décrit cette méthode : « Actuellement, pour obtenir une huile de haute qualité, on dispose un premier scourtin sur le fond du plateau avec une couche de pâte épaisse de 3 centimètres, puis on superpose un second scourtin et une seconde couche de pâte et ainsi de suite. Toutes les trois couches de pâte, on dispose un scourtin sans pâte et un disque d'acier afin de répartir la pression uniformément. Globalement on construit une pile formée par la superposition de 60 scourtins emplis de pâte, de 20 disques d'acier et de 20 scourtins sans pâte. »
C'est une technique qui était déjà connue du rédacteur du Mémoire sur la culture de l'olivier et la manière d'extraire l'huile des olives. Il expliquait : « Quand la pâte n'est pas suffisante pour élever la pile des cabas à une certaine hauteur, ou pour rendre deux colonnes, appartenant à deux particuliers, égales, on substitue des cabas vides et mouillés, en interposant un plateau entre le dernier cabas plein et le premier vide ; sans quoi ceux-ci absorberaient comme une éponge l'huile qu'on exprime, ce qui seroit une perte pour le particulier et un profit pour le propriétaire ou le fermier du moulin ». Mais le but recherché était différent puisqu'il constatait : « Par le moyen des deux colonnes des cabas (pleins ou vides) et des réservoirs qui y correspondent, on peut dans une pressée exprimer en même-temps l'huile de deux particuliers qui en auraient des petites quantités. »

## Nouveau débouché
Depuis quelques années, le Château d'Yquem utilise le scourtin comme filtre à vin pour ses pressoirs verticaux. Une étude a prouvé que le jus de presse qui en était issu était meilleur qu'avec les méthodes habituelles de filtration vinique.

## Scourtinerie de Nyons

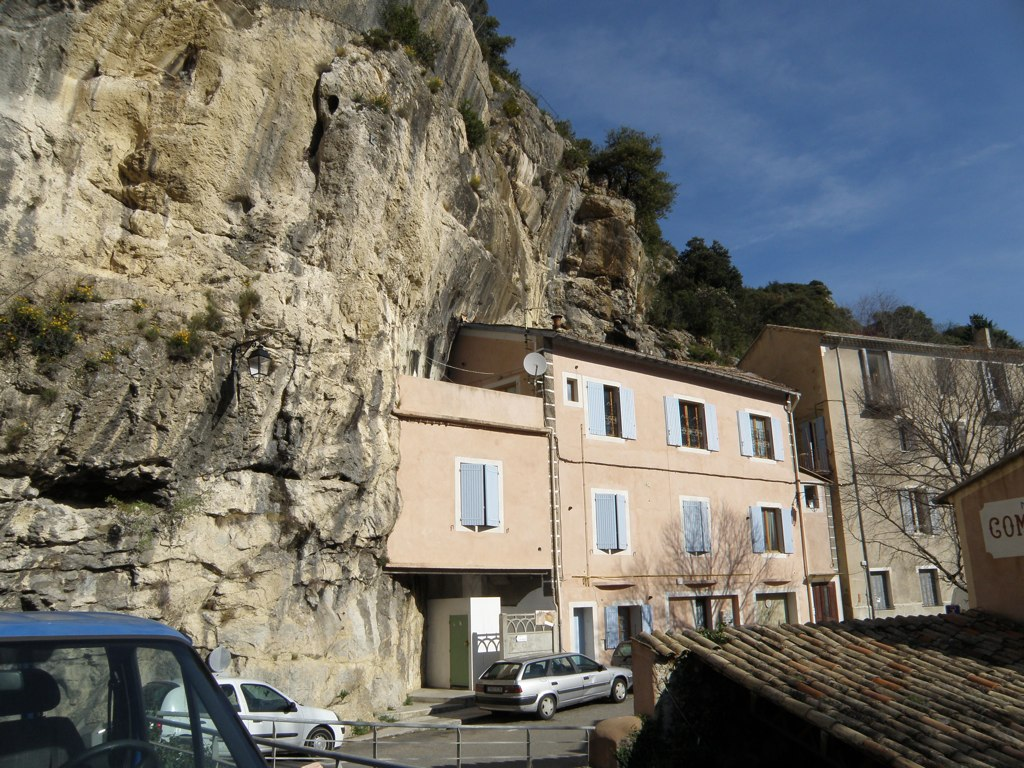
Scourtinerie de Nyons.

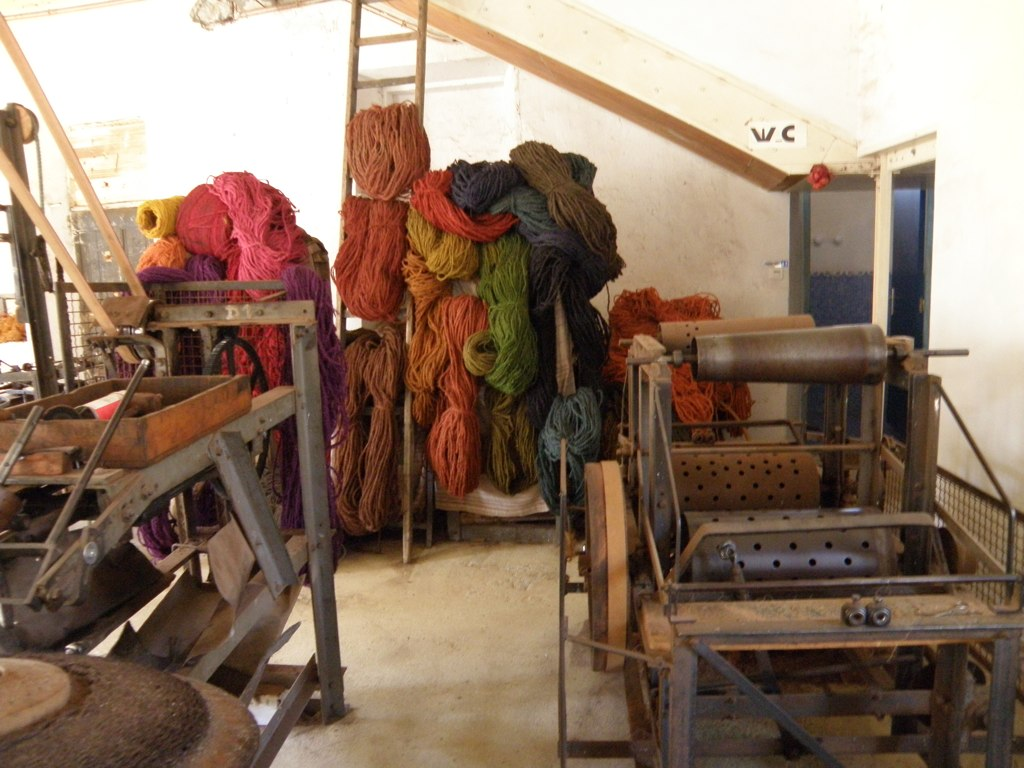
Matière première chatoyante pour les nouveaux scourtins.

Fondée en 1882, par Ferdinand et Marie Fert, la Scourtinerie est la seule qui reste en activité en France. Elle a réussi sa reconversion après le gel de 1956, puisque désormais ses scourtins en fibres de coco sont déclinés en dessous-de-plats, paillassons et tapis provençaux teints en différentes couleurs.
Elle est dirigée par Arnaud et Frédérique Fert, frère et sœur, qui représentent la quatrième génération de scourtiniers de cette famille à Nyons.